# 日本學問大
《日本學問大》是台灣緯來日本台自製綜藝節目之一，主要在於介紹日本的知識節目。

## 節目內容
提供日本最新情报。原本只有《日本學問大》，且只有旁白，後來才有《日本旅遊學問大》，再有《日本學問大前進日本》，且有外景主持人莎妹及阿倫。
《鬧鐘電視》的部分單元和《超級J頻道》的特集會在《日本學問大》播出。

### 美食情報
- 《星期日新潟一番（日语：夕方ワイド新潟一番#新潟一番サンデープラス）》（TV新潟放送網）

### 調查學問大
朝日放送電視台《早安朝日 週六版》的reporter（日语：リポーター）單元

### 料理單元
日本日本電視台《食尚帥主廚》由速水茂虎道主持。週一、週四19:00播出。

## 相關節目
- 日本學問大前進日本（原為週五19:30播出，2022年6月10日起改為平日凌晨00:15或00:20（每週其中2天）播出）

## 外部連結
- 日本學問大前進日本官方網站 （页面存档备份，存于）（繁體中文）
- YouTube上的日本學問大前進日本播放列表（繁體中文）
- YouTube上的日本學問大播放列表（繁體中文）
- 《MOCO'S KITCHEN》 （页面存档备份，存于）（日語）
- 《食尚帥主廚MOCO'S KITCHEN》 （页面存档备份，存于）（繁體中文）